# Sullyoon
Đây là một tên người Triều Tiên, họ là Seol.
Seol Yoon-Ah  (Hangul: 설윤아, Hanja: 薛侖娥, Hán-Việt:Tiết Luân Nga, sinh ngày 26 tháng 1 năm 2004), còn được biết đến với nghệ danh Sullyoon (Hangul:설윤), là một nữ ca sĩ thần tượng người Hàn Quốc, thành viên của nhóm nhạc nữ Nmixx được thành lập ngày 22 tháng 2 năm 2022 và quản lý bởi công ty JYP Entertainment.  Trong đội hình nhóm, cô đảm nhiệm vị trí Vocalist, Dancer và Visual.

## Tiểu sử
Sullyoon sinh ngày 26 tháng 1 năm 2004 ở Taepyeong-dong, Jung-gu, Daejeon, Hàn Quốc. Thần tượng của cô ấy là Wonder Girls, Twice và Sunmi. Kể từ khi xuất hiện trước công chúng, nữ idol đã khiến cộng đồng mạng náo loạn bởi nhan sắc cực đỉnh của mình. Nhan sắc của cô được đánh giá chuẩn gu Hàn. Cô nàng sở hữu chất giọng tốt. Sullyoon có cơ hội tiếp xúc với nghệ thuật từ nhỏ, cũng chính từ lúc này cô đã nuôi trong mình ước mơ trở thành một idol lớn trong tương lai. Năm 3 trung học, một giảng viên khi đến trường đã nhìn thấy Sullyoon và giới thiệu cô ấy với JYP. Sau đó Sullyoon đã vượt qua buổi thử giọng và gia nhập công ty. Cô có MBTI là ISFP.

## Sự nghiệp

### Trước khi debut
Sullyoon từng là chủ tịch hội học sinh ở trường Tiểu học Daejeon Budnae. Cô tiết lộ cô có hứng thú với việc đứng trên sân khấu từ khi còn học lớp 6 với vai trò là một ca sĩ trong ban nhạc của trường. Cô ấy đã vượt qua các cuộc thử giọng của SM, YG, JYP, FNC, Fantagio và TR nhưng đã chọn JYP.

### 2021: Chuẩn bị debut
Vào ngày 9 tháng 7 năm 2021, một đoạn teaser được tiết lộ, có cụm từ Your Next Favorite Girl group làm dấy lên tin đồn rằng JYP Entertainment sẽ sớm ra mắt một nhóm nhạc nữ mới (bây giờ được gọi là Nmixx).Ngày 3 tháng 9 năm 2021, Sullyoon đã được tiết lộ là thành viên thứ tư của nhóm thông qua bản cover “Full Moon” của Sunmi được đăng tải trên kênh Youtube chính thức. Ngày 15 tháng 10 năm 2021, Sullyoon đã thực hiện “Guerrilla Live” cùng với Bae.

### 2022–nay
Nhóm chính thức ra mắt công chúng với Single Album đầu tay “Ad Mare” . 
Vào ngày 14 tháng 3 năm 2022, Sullyoon được thông báo nhiễm Covid-19 và sẽ tạm ngừng mọi hoạt động với NMIXX bao gồm cả những lịch trình dự kiến trước đó. Vào thời điểm đó, cô cho biết bản thân đã hoàn thành việc tiêm chủng 2 mũi vắc-xin và không có triệu chứng nào khác ngoài sốt nhẹ và đau họng, cô đang tự cách ly theo hướng dẫn của cơ quan phòng chống dịch bệnh. Một tuần sau đó, ngày 21 tháng 3 năm 2022, việc cách ly đã được dỡ bỏ và Sullyoon sẽ tiếp tục hoạt động cùng với NMIXX.
Ngày 6 tháng 4 năm 2023, Sullyoon được xác nhận là MC mới của chương trình âm nhạc hàng tuần Show! Music Core cùng với hai MC hiện tại của chương trình là Jungwoo của NCT và Lee Know của Stray Kids.
Ngày 11 tháng 11 năm 2023, Sullyoon tiếp tục giữ vai trò là MC của chương trình âm nhạc hành tuần Show! Music Core cùng với hai MC mới của chương trình là Younghoon của The Boyz và Lee Jung-ha.

## Danh sách đĩa nhạc

### Single albums
| Tên     | Thông tin | Peak chart positions | Sales |
| Tên     | Thông tin | KOR                  | Sales |
| ------- | --- | -------------------- | ----- |
| Ad Mare | - Phát hành: 22 tháng 2 năm 2022 - Hãng đĩa: JYP Entertainment, Dreamus - Định dạng: CD, digital download, streaming | TBA                  | TBA   |

### Singles
| Tên   | Năm  | Peak chart positions | Peak chart positions | Album   |
| Tên   | Năm  | KOR Gaon             | KOR Hot              | Album   |
| ----- | ---- | -------------------- | -------------------- | ------- |
| "O.O" | 2022 | TBA                  | TBA                  | Ad Mare |

### Đĩa quảng bá
| Tên                       | Năm  | BXH        | Album                     |
| Tên                       | Năm  | KOR Circle | Album                     |
| ------------------------- | ---- | ---------- | ------------------------- |
| "Hey Gabby!" (안녕 개비!) | 2022 | —          | Gabby's Dollhouse X Nmixx |

### B-side
| Tên         | Năm  | Peak chart positions | Album   |
| Tên         | Năm  | KOR Circle           | Album   |
| ----------- | ---- | -------------------- | ------- |
| "Tank" (占) | 2022 | _                    | Ad Mare |

## Danh sách video

### Video âm nhạc
| Tên   | Năm  | Đạo diễn | Thời lượng | Nhà tài trợ |
| ----- | ---- | -------- | ---------- | ----------- |
| "O.O" | 2022 | Digipedi | 3:33       | CocaCola    |